# レッグ・スプリッグ
レッグ・スプリッグ（英語: Reginald Claude Sprigg、1919年 - 1994年）は、オーストラリアの地質学者。エディアカラ生物群の化石を発見したことで知られる。
レッグ・スプリッグは、サウスオーストラリア州の地質調査員をしながら、化石の研究を行った。特にアデレード北方、フリンダー山脈の西にあるエディアカラという丘陵から出る化石について、学生時代から関心を持ち、当時はカンブリア紀とされていたこの地層の年代を先カンブリア時代と考え、「最古の生物化石」との見当で研究を続けた。ただし周囲や先達も彼の判断を認めず、彼自身もその研究成果を「カンブリア紀の」としていたが、次第に彼の説も認められるようになり、1958年には国際的にも認められるようになった。
後にコンサルタントとして独立、石油会社などを設立、科学機器の製作や科学図書の出版などにも手を染める。オーストラリア地質学会などの設立にも尽力した。

## 経歴
- 1918年：オーストラリアのスタンブリーに生まれる。実家は商店を営み、その次男であった。
- 1932年：専門学校に入学したが、地質学の課程がなかったために退学、普通高校に入学し直す。
- 1937年：アデレード大学で地質学教室に。ダグラス・モーソンに師事。
- 1941年：2年にわたり軍隊に徴用される。
- 1947年：エディアカラ生物群に関する最初の論文を発表。
- 1951年：スコットランドに留学、そこで看護婦のグリセルダと結婚。
- 1954年：州政府の地質調査所を退職、独立してコンサルタント業に。
- 1959年：エディアカラ生物群を先カンブリア時代のものとする論文を国際誌に発表。
- 1968年：アルカルーラ地域に牧場を購入して家族で移住、現役引退。
- 1994年12月1日：死去。

## 地質学に関して
彼は幼い頃から化石や岩石に強い関心があった。生地の近くには古生代の露頭があって、幼い頃からそこで化石を探していたという。また10歳頃には町の公立図書館で地質学の書籍を読みあさった。同地域の化石についての記事に関心を持ち、大学の研究者に連れられて化石採集をしたこともあった。また、もと鉱山技師から様々な鉱石などを見せてもらい、地質学全般への関心を高めた。

### エディアカラ生物群に関して
エディアカラ生物群に興味を持ったのは大学の頃で、自分が発見した化石の地層が、古杯類の出た地層より下であったことから、それを先カンブリア時代のものと考え、それらが最古の化石であると考えた。しかし、指導に当たるモーソン教授はこれを認めず、卒業時にこれを発表した際には、「そんなことをいうのは頭がおかしい」とまで言われたという。しかし彼はこの化石群と彼の考える「最古の化石」にこだわり続け、機会があるごとに調査を続けた。
彼の研究で初めてまとまったものは1947年に発表されたが、この時には周囲への配慮からかその表題は「サウスオーストラリアのフリンダー山脈から産出したカンブリア紀初期（?）のクラゲ様化石」というものであった。しかし彼の報告は次第に多くの人に認められ、それが先カンブリア時代末期のものであるとの判断もまた認められるようになった。彼の名はエディアカラの動物（?）のひとつの名にスプリッギナとして残っている。これはアデレード大学のマルティン・グレッスナー教授が彼に献名したものである。

### その他の活動
彼は州の地質調査所に勤務し、各地の鉱物資源や石油資源の調査などを行った。特に地質図局は彼が自ら立ち上げたものであった。海洋調査船に乗り組んでニュージーランドやタスマニアの海底地質の調査にを行ったこともある。
この他、スキューバダイビングの資格を持ち、潜水では92mの記録を持っていた。